# Роштиљ (предмет)
Роштиљ је уређај који кува храну применом топлоте одоздо.
Постоји неколико варијанти роштиља, од којих већина спада у једну од три категорије: на гас, угљен или струју. Постоји дебата о томе која метода даје супериорне резултате.

## Врсте

### Електрични
Код електричног роштиља грејање долази од електричног грејног елемента. Ни угаљ ни брикети нису потребни.

### Гасни
Роштиљи на гас обично користе пропан или бутан (течни нафтни гас) или природни гас као извор горива, при чему гасни пламен или директно пече храну или загрева елементе за роштиљ који заузврат зраче топлоту потребну за припрему. Гасни роштиљи су доступни у величинама у распону од малих, појединачних роштиља до великих, индустријских димензија за ресторане који могу да скувају довољно меса да нахрани стотину или више људи. Према часопису Better Homes and Gardens, „гасне роштиље је лакше покренути и генерално се загревају брже од роштиља на дрвени угаљ“.
Неки гасни роштиљи се могу пребацивати између употребе течног нафтног гаса и природног гаса, иако то захтева физичку промену кључних компоненти укључујући горионике и регулаторе вентила.

### Инфрацрвени
Инфрацрвени роштиљи раде тако што запаљују гасно гориво за загревање керамичке плочице, узрокујући да емитује инфрацрвено зрачење помоћу којег се храна припрема. Топлотно зрачење настаје када се топлота од кретања наелектрисаних честица унутар атома претвара у електромагнетно зрачење у инфрацрвеном опсегу топлотних фреквенција. Инфрацрвени роштиљи омогућавају корисницима да лакше подесе температуру кувања од роштиља на дрвени угаљ и обично су у стању да достигну више температуре од стандардних гасних роштиља, што их чини популарним за брзо печење предмета.

### Роштиљ на угаљ
Роштиљи на угаљ користе или брикете од дрвеног угља или природни дрвени угаљ као извор горива. Када се сагори, угаљ ће се претворити у жар и зрачити топлоту потребну за спремање хране.
Међу љубитељима печења на роштиљу постоји спор око тога која је врста угља најбоља за роштиљ.

#### Роштиљ на пелет
Технологија грејања на пелет се широко користи у грејању кућа у одређеним деловима Северне Америке. За грејање куће често се користе мекше дрво, укључујући бор. Пелети за грејање куће нису за кување и не би требало да се користе за роштиљ на пелет.

#### Шичирин (хибачи)
Традиционални јапански хибачи је уређај за грејање и обично се не користи за спремање. На енглеском, међутим, хибачи се често односи на мале роштиље обично направљене од алуминијума или ливеног гвожђа, при чему је друга врста генерално вишег квалитета. Због своје мале величине, хибачи роштиљи су популарни као облик преносивог роштиља . Они подсећају на традиционалне, јапанске посуде за кување загрејане на дрвени угаљ, које се називају шичирин.

#### Кетл
Кетл се сматра класичним америчким дизајном роштиља. Веберов кетл изумео је 1952. Џорџ Стивен.